# Orto giardino

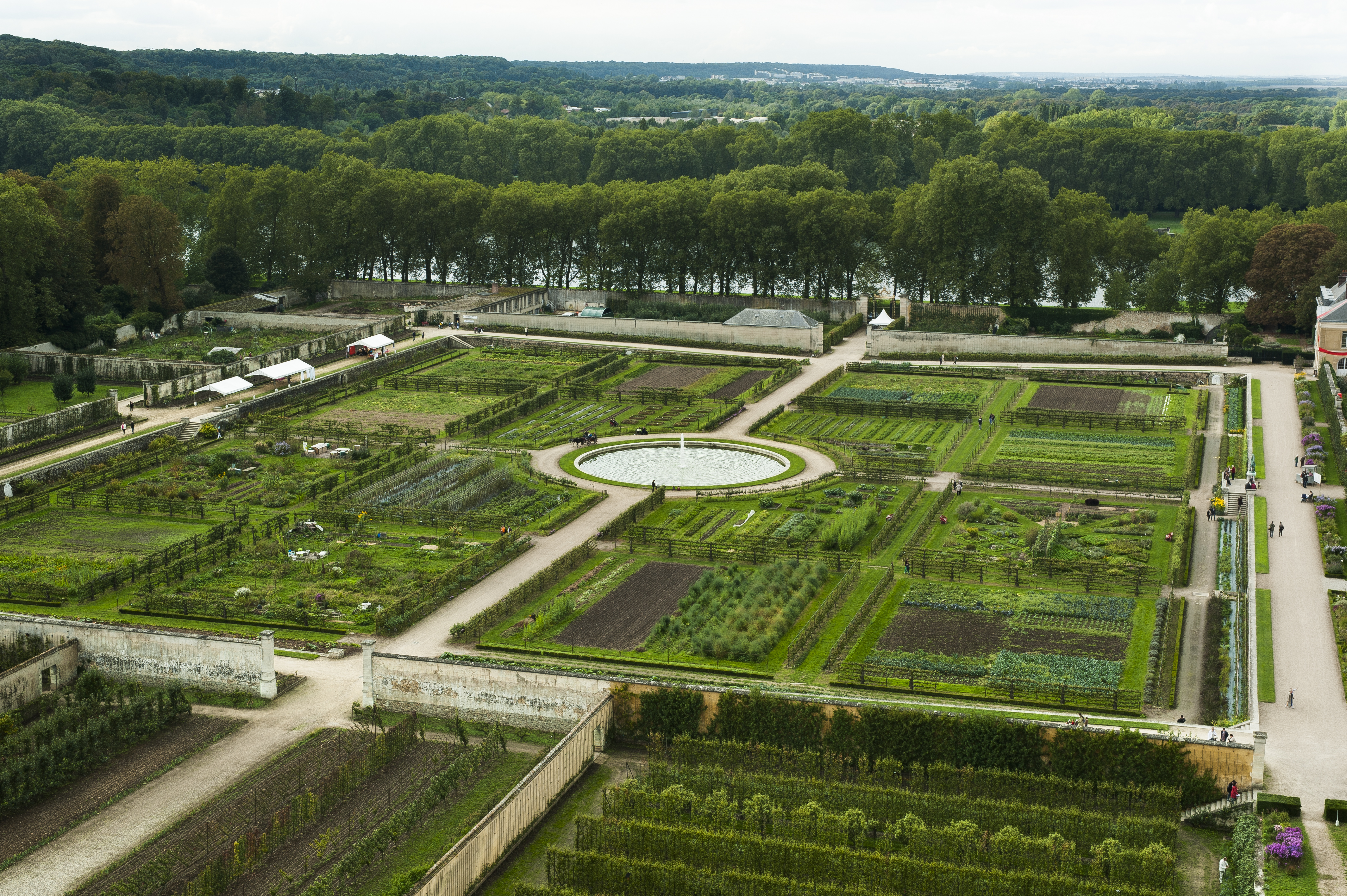
Il Potager du Roi della Reggia di Versailles, un celebre esempio di orto giardino

L'orto giardino è un ibrido fra un orto e un giardino. Si tratta di un'area ove vengono coltivati ortaggi, erbe e piante ornamentali e, per motivi logistici, viene posta di norma a poca distanza dalla cucina di un'abitazione. In Francia hanno inoltre preso piede i cosiddetti potager, orti giardino dalla pianta squadrata e geometrica.